# راي فينش
راي فينش (بالإنجليزية: Ray Finch)‏ هو سياسي بريطاني، ولد في 2 يونيو 1963 في ليفربول في المملكة المتحدة. حزبياً، نشط في حزب استقلال المملكة المتحدة. في انتخابات البرلمان الأوروبي 2014، انتخب عضو في البرلمان الأوروبي عن دائرة جنوب شرق إنجلترا ‏ لترشحه ضمن قائمة حزب استقلال المملكة المتحدة، وقد انضم خلال فترته النيابية (1 يوليو 2014 – ) للكتلة البرلمانية أوروبا الحرية والديمقراطية المباشرة.